# Бингам Лејк (Минесота)
Бингам Лејк (енгл. Bingham Lake) град је у америчкој савезној држави Минесота.

## Демографија
По попису из 2010. године број становника је 126, што је 41 (-24,6%) становника мање него 2000. године.
| Група             | 2000.       | 2010.       |
| Белци             | 155 (92,8%) | 121 (96,0%) |
| Афроамериканци    | 1 (0,6%)    | 0 (0,0%)    |
| Азијати           | 1 (0,6%)    | 1 (0,8%)    |
| Хиспаноамериканци | 6 (3,6%)    | 0 (0,0%)    |
| Укупно            | 167         | 126         |